# Platygaster attenuata
Platygaster attenuata är en stekelart som beskrevs av Walker 1836. Platygaster attenuata ingår i släktet Platygaster och familjen gallmyggesteklar. Inga underarter finns listade i Catalogue of Life.